# Moon pool
Moon pool é uma parte essencial das plataformas petrolíferas, dos navios de perfuração, dos navios de apoio ao mergulho, de alguns navios para pesquisas marinhas e exploração subaquática e dos habitats subaquáticos. É uma abertura no chão ou na base do casco, plataforma ou câmara, que dá acesso à água abaixo, permitindo que técnicos ou pesquisadores introduzam ferramentas e instrumentos de medida no mar. Ela fornece abrigo e proteção, de modo que, mesmo que o navio esteja em alto-mar, ou cercado por gelo, os pesquisadores possam trabalhar confortavelmente e não num convés exposto às intempéries. Uma moon pool também permite a mergulhadores ou pequenas embarcações submersíveis entrar ou sair da água com facilidade e num ambiente mais protegido.
Moon pools podem ser utilizadas em câmaras abaixo do nível do mar, especialmente para o uso de mergulhadores, e o seu projeto exige uma consideração mais complexa da pressão do ar e da água atuando na superfície da moon pool.

## Primeiro uso em exploração de petróleo no mar
As moon pools se originaram na indústria de exploração do petróleo, onde são usadas em perfurações no mar ou em lagos, para passar o equipamento de perfuração para a água a partir de uma plataforma ou navio de perfuração. Os tubos de perfuração precisam descer verticalmente através da estrutura ou do casco e a moon pool fornece os meios para fazer isso.

## Tipos e estruturas associadas

### Acima dalinha de flutuação
Numa plataforma de perfuração, a moon pool fica geralmente acima do nível do mar e é aberta para o ar acima e abaixo. O navio de investigação Western Flyer (na imagem) possui uma moon pool acima da linha de flutuação, tal qual o seu design SWATH (casco-duplo) permite. Veja a parte A do diagrama. A câmara acima da moon pool também está conectada ao ar aberto, através de escadas e passagens.

### Na linha de flutuação
Em um navio monocasco, a parte inferior do casco está abaixo do nível do mar e a água sobe dentro da abertura da moon pool, de modo que, de dentro do casco, a moon pool se parece com uma piscina no chão. A água não entrará no casco e afundará o navio, desde que os lados da moon pool se estendam por dentro do casco acima da linha de flutuação, como mostrado na parte B do diagrama. Este tipo de moon pool também é aberta para o ar acima do navio. As portas seriam usadas para fechar o fundo da moon pool quando o navio estiver em movimento ou em condições meteorológicas adversas. Os lados da moon pool são completamente profundos porque precisam ser maiores do que o projeto do navio por uma margem de segurança.

### Abaixo da linha de flutuação
É possível ter uma moon pool abaixo da linha de flutuação e para manter a água fora da câmara acima dela, a câmara deve ser hermética, ao invés de aberta para a atmosfera. Este arranjo é mostrado na parte C do diagrama. A pressão do ar dentro da câmara impede que a água suba até o nível do mar. Para manter a câmara hermética, o acesso da câmara ao resto do navio é feito através de uma câmara de ar com portas herméticas. O design do navio e de seus sistemas de segurança precisa levar em conta a possibilidade de um vazamento de ar ou a falha catastrófica da câmara.
Neste arranjo, os lados da moon pool podem ser razoavelmente rasos e podem ser usados num navio de tração profunda, sem desperdício de espaço.

### Emhabitats subaquáticos

#### Exemplos de habitats subaquáticos que utilizammoon poolsː
- SEALAB II (Marinha dos EUA)[2]

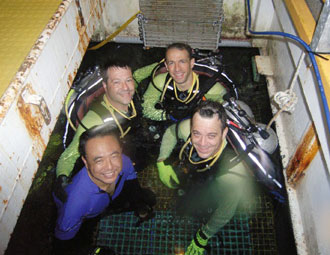
Tripulantes da NEEMO 13 na moon pool do habitat Aquarius.

- Aquarius, a Flórida tem uma moon pool numa de suas três câmaras, chamada de "wet porch" (varanda molhada).
- Jules Undersea Lodge, Key Largo, Flórida. A página inclui a imagem de uma moon pool.